# Sojasun

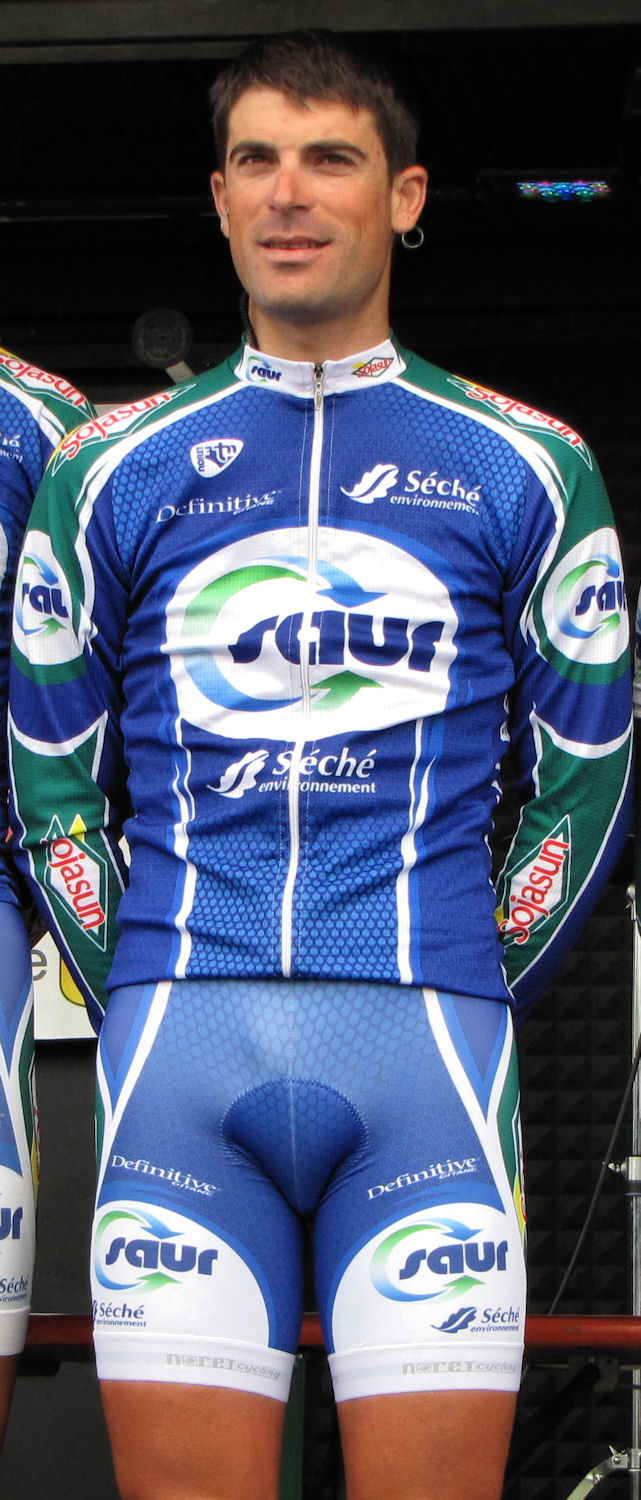
Jimmy Engoulvent im Trikot der Mannschaft (2010)

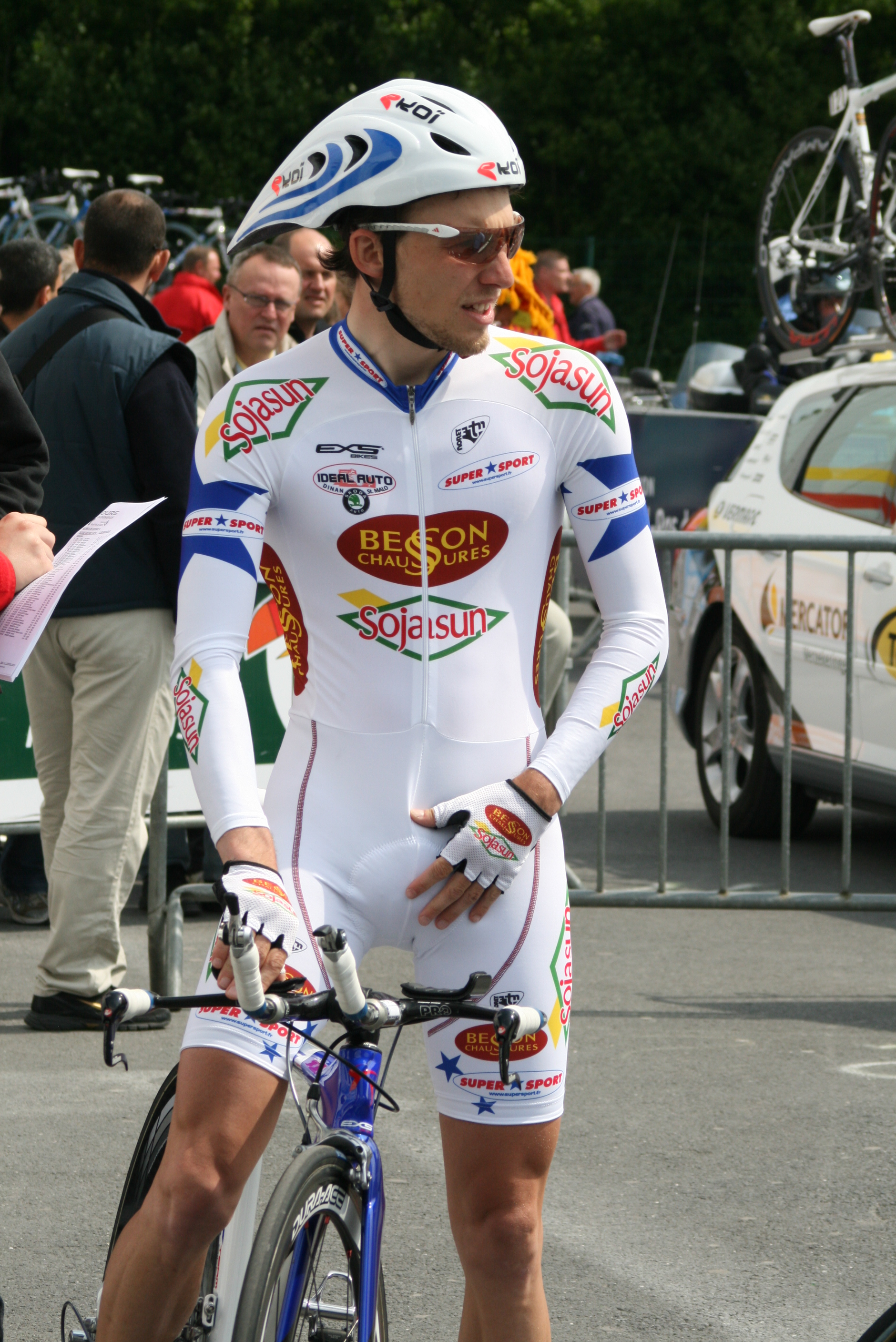
Jean-Marc Marino im Trikot der Mannschaft (2009)

Sojasun ist ein ehemaliges französisches Straßenradsportteam mit Sitz in Noyal-Châtillon-sur-Seiche.
Die Mannschaft wurde 2009 gegründet und nahm im ersten Jahr unter dem Namen Besson Chaussures-Sojasun als Continental Team vor allem an Radrennen der UCI Europe Tour teil. Zwischen 2010 und 2013 besaß das Team eine Lizenz als Professional Continental Team. Manager war Stéphane Heulot, der von den Sportlichen Leitern Nicolas Guille, Lylian Lebreton und Gilles Pauchard unterstützt wird. Nach dem Rückzug des Sponsors Sojasun zum Ende der Saison 2013 wurde das Team aufgelöst, da kein neuer Hauptsponsor gefunden werden konnte.

## Saison 2013

### Erfolge in der UCI Europe Tour
| Datum                   | Rennen                           | Kat. | Fahrer           |
| ----------------------- | -------------------------------- | ---- | ---------------- |
| 30. Januar – 3. Februar | Gesamtwertung Étoile de Bessèges | 2.1  | Jonathan Hivert  |
| 18. Februar             | 1. Etappe Vuelta a Andalucía     | 2.1  | Jonathan Hivert  |
| 19. Februar             | 2. Etappe Vuelta a Andalucía     | 2.1  | Jonathan Hivert  |
| 12. Juni                | Prolog Luxemburg-Rundfahrt       | 2.HC | Jimmy Engoulvent |
| 14. August              | 6. Etappe Portugal-Rundfahrt     | 2.1  | Maxime Daniel    |

### Zugänge – Abgänge
| Zugänge             | Team 2012               | Abgänge            | Team 2013                  |
| ------------------- | ----------------------- | ------------------ | -------------------------- |
| Rémi Pauriol        | FDJ-Big Mat             | Laurent Mangel     | FDJ.fr                     |
| Julien El-Farès     | Team Type 1-Sanofi      | Cyril Bessy        | Cofidis, Solutions Crédits |
| Evaldas Šiškevičius | La Pomme Marseille      | Jérôme Coppel      | Cofidis, Solutions Crédits |
| Fabien Schmidt      | Roubaix Lille Métropole | Guillaume Levarlet | Cofidis, Solutions Crédits |
| Maxime Daniel       | Neoprofi                | Stéphane Poulhies  | Cofidis, Solutions Crédits |
| Alexis Vuillermoz   | Neoprofi                | Arnaud Coyot       | Karriereende               |

### Mannschaft
| Name                | Geburtstag         | Nationalität | Team 2014                    |
| ------------------- | ------------------ | ------------ | ---------------------------- |
| Maxime Daniel       | 5. Juni 1991       | Frankreich   | AG2R La Mondiale             |
| Anthony Delaplace   | 11. September 1989 | Frankreich   | Bretagne-Séché Environnement |
| Julien El-Farès     | 1. Juni 1985       | Frankreich   | La Pomme Marseille 13        |
| Jimmy Engoulvent    | 7. Dezember 1979   | Frankreich   | Team Europcar                |
| Brice Feillu        | 26. Juli 1985      | Frankreich   | Bretagne-Séché Environnement |
| Jérémie Galland     | 8. April 1983      | Frankreich   | Karriereende                 |
| Jonathan Hivert     | 23. März 1985      | Frankreich   | Belkin-Pro Cycling Team      |
| Fabrice Jeandesboz  | 4. Dezember 1984   | Frankreich   | Team Europcar                |
| Christophe Laborie  | 5. August 1986     | Frankreich   | Bretagne-Séché Environnement |
| David Le Lay        | 30. Dezember 1979  | Frankreich   | Team BIC 2000                |
| Cyril Lemoine       | 3. März 1983       | Frankreich   | Cofidis, Solutions Crédits   |
| Jean-Marc Marino    | 15. August 1983    | Frankreich   | Cannondale                   |
| Rony Martias        | 4. August 1980     | Frankreich   | UC Cholet 49                 |
| Maxime Méderel      | 19. September 1980 | Frankreich   | Team Europcar                |
| Jean-Lou Païani     | 23. Dezember 1988  | Frankreich   | Roubaix Lille Métropole      |
| Rémi Pauriol        | 4. April 1982      | Frankreich   | Karriereende                 |
| Paul Poux           | 9. Juli 1984       | Frankreich   | AC Nersac                    |
| Fabien Schmidt      | 23. März 1989      | Frankreich   | U Nantes Atlantique          |
| Julien Simon        | 4. Oktober 1985    | Frankreich   | Cofidis, Solutions Crédits   |
| Evaldas Šiškevičius | 30. Dezember 1988  | Litauen      | La Pomme Marseille 13        |
| Yannick Talabardon  | 6. Juli 1981       | Frankreich   | Karriereende                 |
| Étienne Tortelier   | 14. April 1990     | Frankreich   | VCP Loudéac                  |
| Alexis Vuillermoz   | 1. Juni 1988       | Frankreich   | AG2R La Mondiale             |
| Stagiaires          | Stagiaires         | Nationalität | Nationalität                 |
| Julien Guay         | Julien Guay        | Frankreich   |                              |
| Guillaume Martin    | Guillaume Martin   | Frankreich   |                              |
| Maxime Renault      | Maxime Renault     | Frankreich   |                              |

## Platzierungen in UCI-Ranglisten
UCI Asia Tour
| Saison    | Mannschaftswertung | Fahrerwertung       |
| --------- | ------------------ | ------------------- |
| 2009      | -                  | -                   |
| 2010      | 57.                | Jimmy Casper (297.) |
| 2011-2013 | -                  | -                   |

UCI Europe Tour
| Saison | Mannschaftswertung | Fahrerwertung        |
| ------ | ------------------ | -------------------- |
| 2009   | 8.                 | Jimmy Casper (3.)    |
| 2010   | 2.                 | Jérôme Coppel (14.)  |
| 2011   | 4.                 | Julien Simon (27.)   |
| 2012   | 1.                 | Julien Simon (6.)    |
| 2013   | 9.                 | Jonathan Hivert (8.) |

UCI World Calendar
| Saison | Mannschaftswertung | Fahrerwertung       |
| ------ | ------------------ | ------------------- |
| 2010   | 27.                | Jérôme Coppel (76.) |